# Arturo Gazzera
Carlos Arturo Gazzera (* 1870; † 1945) war ein italienischer Fechtmeister.
Gazzera war Absolvent der italienischen Fechtschule Scuola Magistrale di Scherma in Rom, wo er Jakob Erckrath de Bary kennenlernte. Später wechselte er als Trainer nach Wien, Erckrath de Bary holte ihn 1899 nach Offenbach am Main, da er die italienische Art des Fechtens in Deutschland etablieren wollte. Zusammen übersetzten  sie das Buch Das Fechten mit Degen und Säbel von Masaniello Parise aus dem Italienischen.
Gazzera war in Offenbach mehr als 40 Jahre als Fechtmeister tätig.
Er war mit Henny Klauer (1878–1925) verheiratet, ihr Sohn Fritz Gazzera und die Enkeltochter Sigrid Chatel fochten ebenfalls.
Zwei seiner Schüler, Jacob Erckrath de Bary und August Petri, gewannen 1906 mit der Säbelmannschaft; dies war die erste internationale Medaille für den Deutschen Fechtsport überhaupt. Nach dem Ende des Ersten Weltkriegs bildete er im Fechtclub Offenbach unter anderen die Florettfechterin Helene Mayer aus, die bei den Olympischen Spielen 1928 in Amsterdam die Goldmedaille gewann. 1936 errang sie Silber in Berlin.
Gazzera war Ritter des Italienischen Kronen-Ordens.

## Werke
- Das Fechten mit Degen und Säbel von Masaniello Parise. Einzige ermächtigte Übersetzung von C. Arturo Gazzera und Jacob Erckrath-de Bary; Leipzig F.W. Gloeckner & Co., um 1890.